# Ардарих
Ардарих (ум. около 460 года) — король гепидов, первоначально вассал Аттилы, по словам Иордана был одним из самых верных его сподвижников.
Участвовал в битве на Каталаунских полях на стороне гуннов. После смерти Аттилы поддержал восстание против его сыновей и одержал над ними победу в битве при Недао, сокрушив государство гуннов и освободив множество германских народов. Создал Гепидское королевство в Дакии и области Тисы.